# فلم عائلي

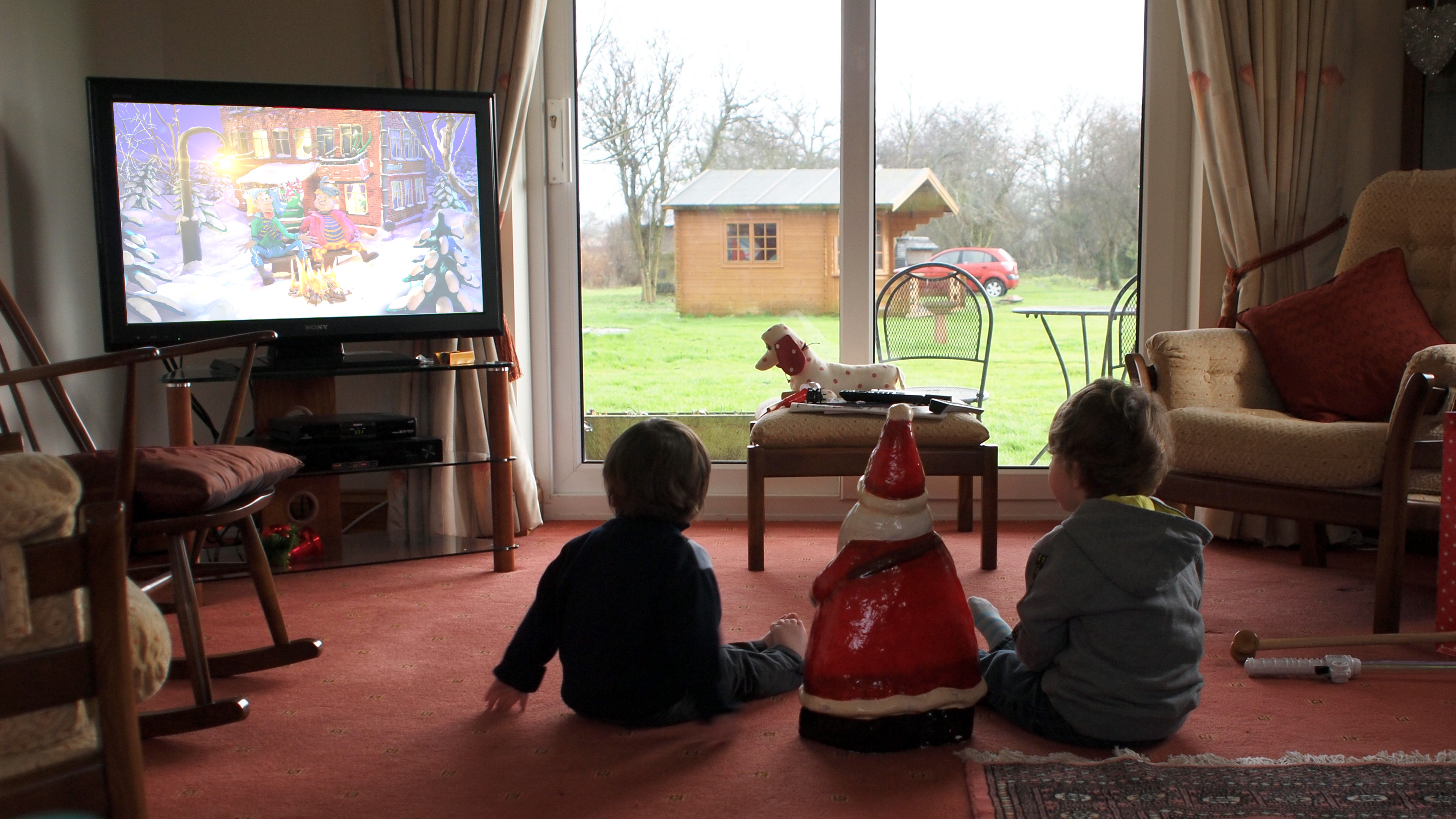

فيلم عائلي أو فيلم الأطفال هو نوع أدبي من الأفلام والذي يتعلق محتواه بالأطفال أو بالمنزل والعائلة بشكل عام. فيلم الأطفال بالعادة هو فيلم أنتج خصيصاً للاطفال وليس بالضرورة لجميع فئات المجتمع.أما الفيلم العائلي فيتم انتاجه لجميع الفئات العمرية بدون استثناء.أفلام العائلة بأنواع وأشكال مختلفة مثل الأفلام الواقعية، الفنتازيا، لانيميشن، الحروب، الافلام الموسيقية، واقتباسات ادبية.

## الملاحظات
1. ↑  "معلومات عن فيلم عائلي على موقع vocab.getty.edu". vocab.getty.edu. مؤرشف من الأصل في 2020-04-14.
2. ↑  "معلومات عن فيلم عائلي على موقع id.loc.gov". id.loc.gov. مؤرشف من الأصل في 2019-12-11.
3. ↑  "معلومات عن فيلم عائلي على موقع id.loc.gov". id.loc.gov. مؤرشف من الأصل في 2010-05-28.